# Caenohalictus azureus
Caenohalictus azureus is een vliesvleugelig insect uit de familie Halictidae. De wetenschappelijke naam van de soort werd voor het eerst geldig gepubliceerd in 1903 door Günther Enderlein.